# Petasites pyrenaicus
Petasites fragrans · Pétasite odorant, Pétasite des Pyrénées, Héliotrope d'hiver
Espèce
Classification APG IV (2016)
Synonymes
- Cacalia alliariifolia Poir.[2]
- Nardosmia denticulata Cass.[2],[1]
- Nardosmia fragrans (Vill.) Rchb.[2]
- Nardosmia racemosa Pasq.[2]
- Petasites fragrans (Vill.) C. Presl[2]
- Tussilago fragrans Vill.[2],[1]
- Tussilago pyrenaica L.[2],[1]
- Tussilago racemosa (Pasq.) Tausch[2]
- Tussilago suaveolens Desf[2]

Le Pétasite des Pyrénées ou Pétasite odorant (Petasites pyrenaicus) est une espèce de plantes à fleurs de la famille des Astéracées. Ce pétasite prospère dans les zones humides, où il est potentiellement envahissant hors de son aire de répartition d'origine qui est principalement l'Afrique du Nord.

## Dénominations
- Nom scientifique valide : Petasites pyrenaicus  (L.) G. López[4],[5] ;
- Noms vulgaires (vulgarisation scientifique) recommandés ou typiques en français : Pétasite des Pyrénées[6] et Pétasite odorant[6],[7],[8] ;
- Autres noms vulgaires ou noms vernaculaires (langage courant) pouvant désigner éventuellement d'autres espèces : Héliotrope d'hiver[6],[7],[8].

## Description

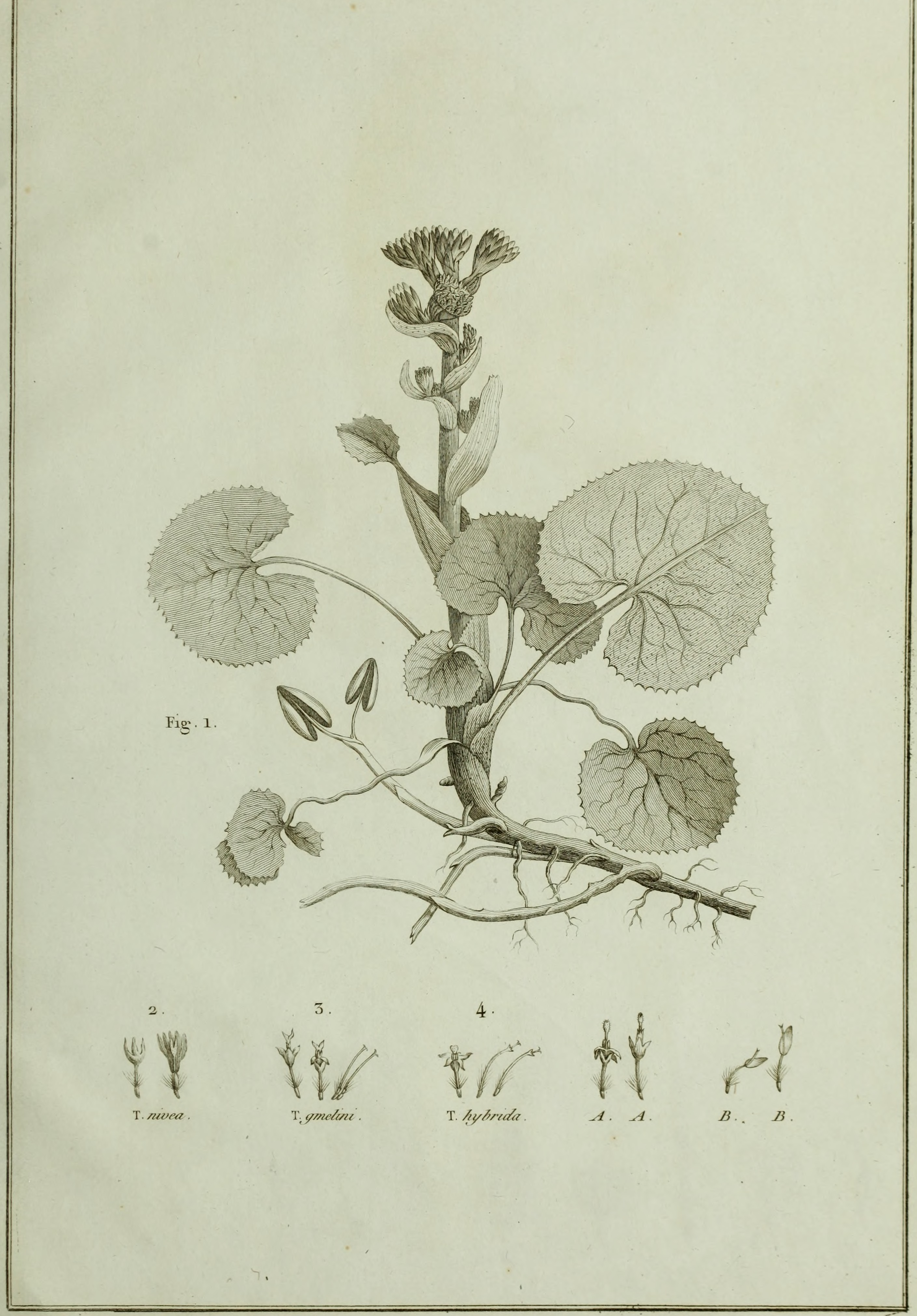
Planche botanique, vers 1790.
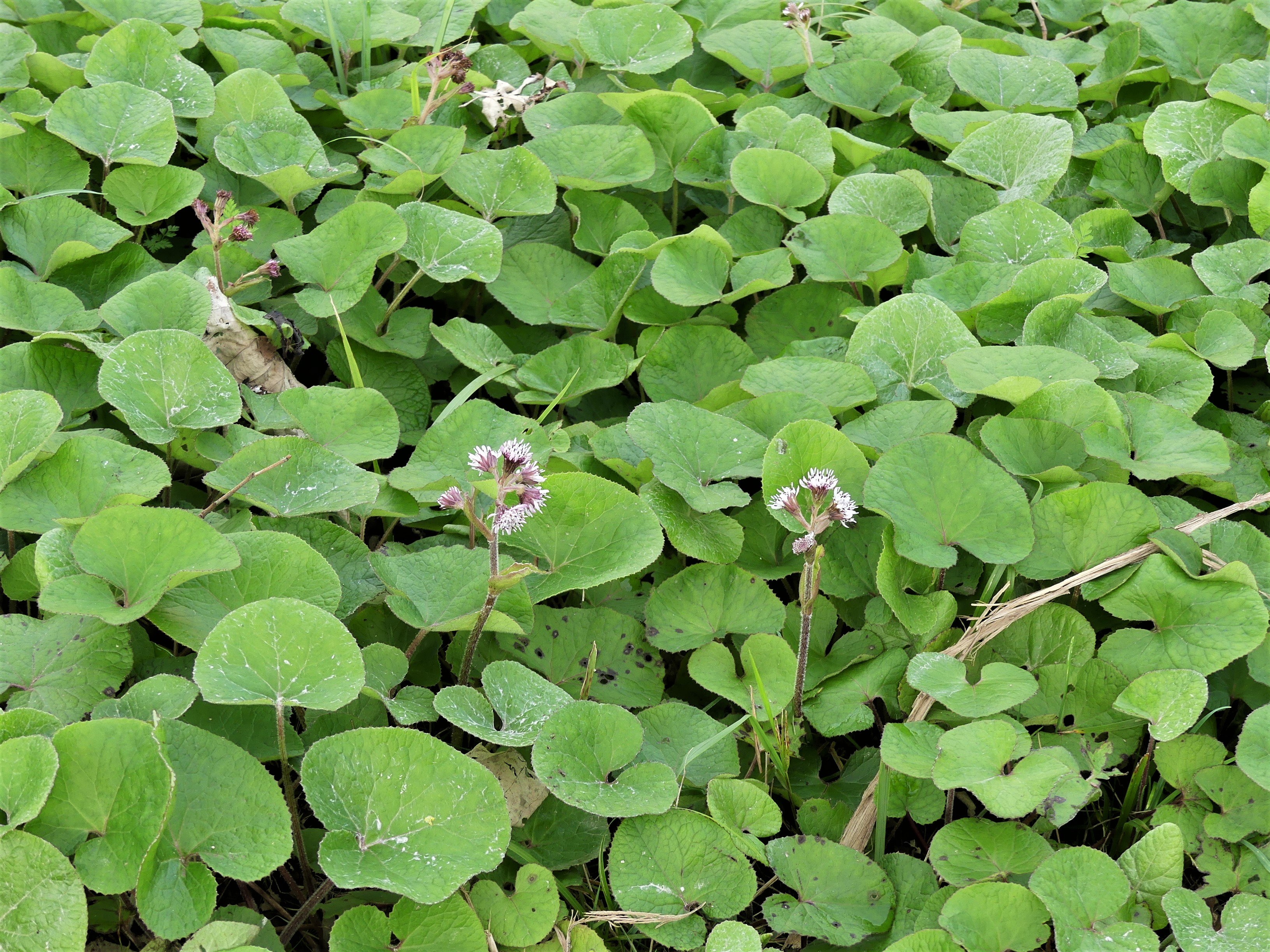
Aspect d'ensemble.
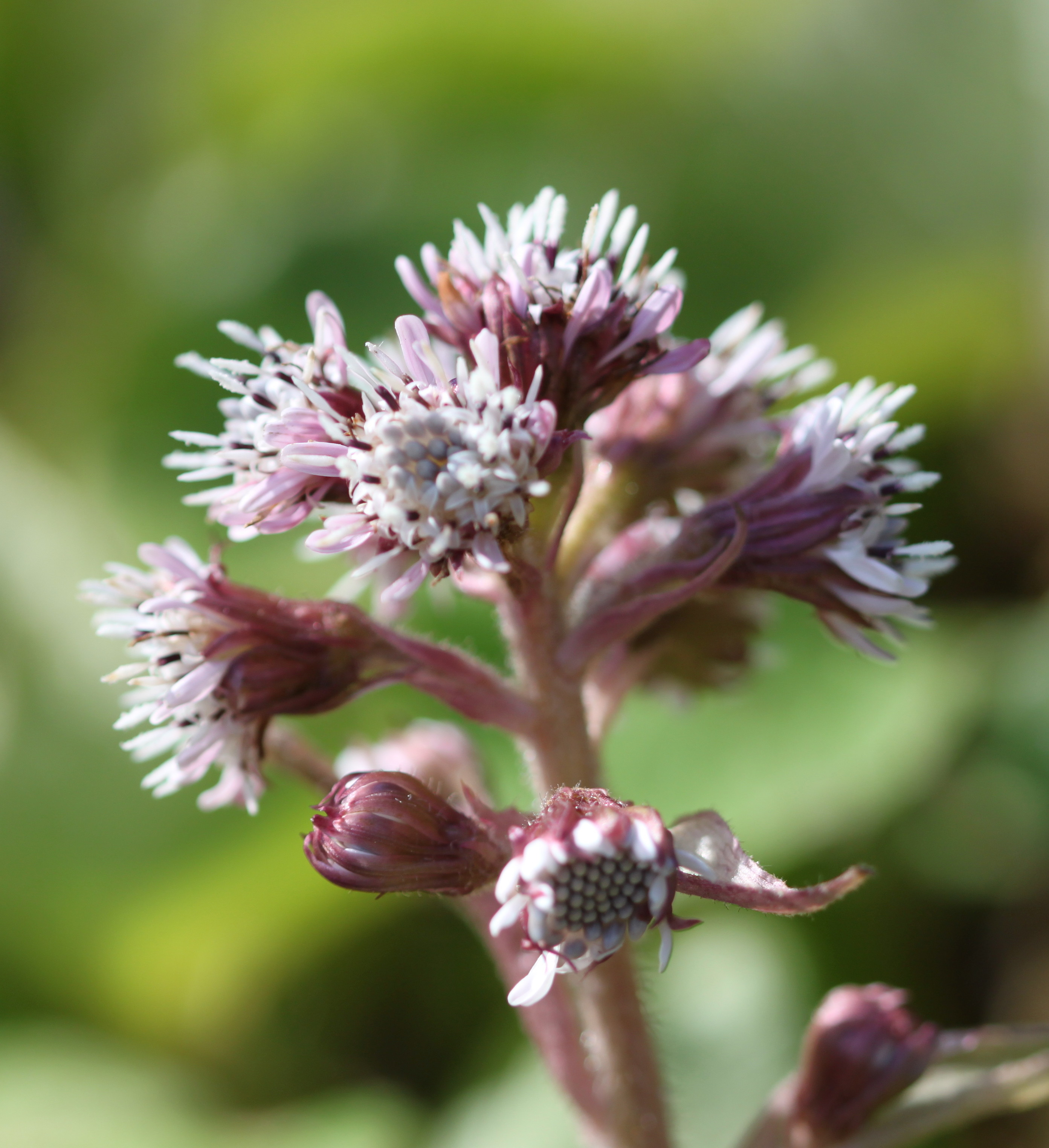
Capitules.
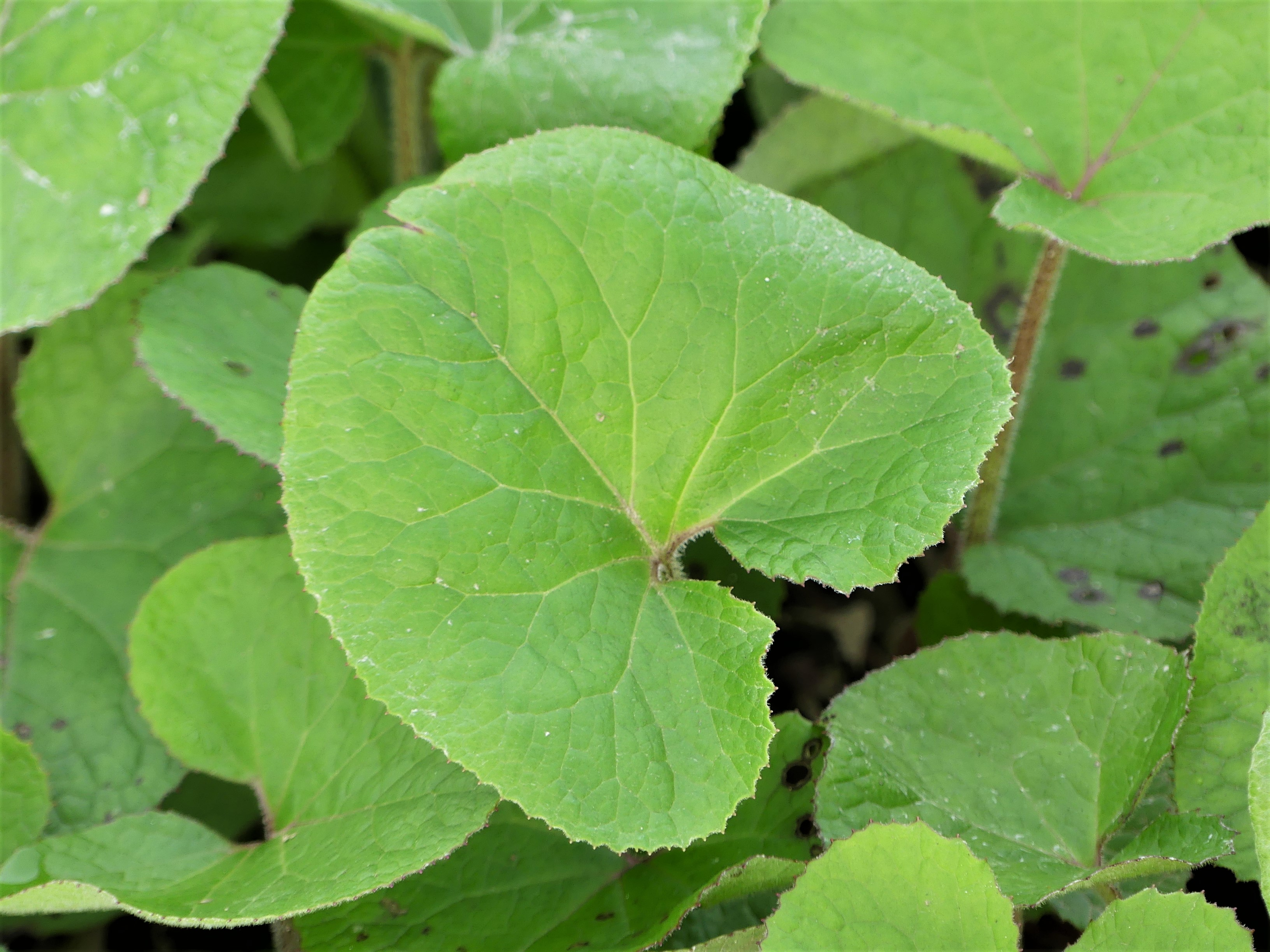
Feuille.

C'est une plante herbacée, à racines rhizomateuses, qui atteint 40 cm de haut. Elle est dioïque, c'est-à-dire que les fleurs mâles et femelles sont portés par des plantes différentes. Les feuilles ont un lobe de forme arrondie, à base en forme de cœur et marge dentelée, qui fait entre 5 et 20 cm de long et de large, porté par un pétiole de 10 à 30 cm de long. Au-dessus, elles sont vert foncé et perdent leurs pilosité avec le temps. Au revers, elles sont d'un vert plus pâle, garnies de poils fins.
L'inflorescence est un capitule porté par un pédoncule de 10 à 40 cm couvert de poils glanduleux, doté d'écailles et de bractées. Les fleurs nombreuses dépassent légèrement de l'involucre et exhalent un parfum qui évoque la vanille. Les fleurs ligulées font entre 4 et 6 mm de long et sont d'un rose violacé. 
En France métropolitaine, la floraison a lieu de janvier à mars.
Confusions possibles avec des espèces du genre Petasites, mais aussi avec d'autres Astéracées à larges feuilles rondes qui affectionnent les zones humides comme Tussilago farfara, qui fleurit jaune avant l'apparition des feuilles, ou les Adénostyles (Adenostyles), dont la floraison a des teintes plus vives.

## Habitat et répartition
On la rencontre dans les lieux humides de la région méditerranéenne.
Le Pétasite odorant est originaire d'Afrique du Nord : Algérie et Tunisie, ainsi que du Sud de l'Europe où on le rencontre en Italie, y compris la Sardaigne et la Sicile.
Hors de son aire de répartition d'origine, il est adventif en Allemagne et naturalisé en Macaronésie (Açores, Madère), en Tasmanie et Nouvelle Zélande, ainsi qu'en Europe au Danemark, en Irlande, au Royaume-Uni, en Belgique, en Suisse, en France (y compris en Corse), au Portugal et en Espagne (y compris aux Baléares). 
Le Pétasite odorant est considéré comme invasif potentiel en Bretagne et Pays de Loire et dans une prolifération à surveiller en Normandie. 
Il est aussi parfois cultivé pour ses qualités ornementales.

## Classification
Cette espèce a été nommée pour la première fois par le naturaliste suédois Carl von Linné (1707-1778), sous le basyonyme de Tussilago pyrenaica L., puis elle a été recombinée dans le genre Petasites en 1986 par le botaniste Ginés Alejandro López González,. Son épithète spécifique, pyrenaicus, signifie « des Pyrénées ».
En classification phylogénétique APG IV (2016), comme en classification classique de Cronquist (1981), elle fait partie des Asteraceae, dans l'ordre des Asterales.
Petasites fragrans (Vill.) C.Presl n'est pas unanimement considéré comme un synonyme de Petasites pyrenaicus et l'espèce est, par exemple, encore valide dans The Plant list.